# Herbert Lom
Herbert Lom (Prága, 1917. szeptember 11. – London, 2012. szeptember 27.) cseh születésű színész. 
Leginkább Clouseau nyomozó főnökének, Dreyfus felügyelőnek a megformálásáról ismert a Rózsaszín Párduc-filmekből.

## Élete és pályafutása
Eredeti neve Herbert Karel Angelo Kuchačevič ze Schluderpacheru volt, 1917-ben Prágában született Karl Kuchačevič ze Schluderpacheru és Olga Gottlieb gyermekeként. Családja nemesi származású volt, 1601-ben nyertek nemességet. Filmes karrierjét még Csehszlovákiában kezdte 1937-ben. 1939-ig két cseh filmben szerepelt, majd Csehország lerohanását követően, a második világháború kitörésekor Angliába menekült, ahol először csak bemondóként dolgozott a BBC-nél. Filmszerepek mellett a színpadon is szép sikereket ért el.
Leghíresebb szerepe azonban Charles Dreyfus felügyelő, vagyis a Peter Sellers által megformált Clouseau nyomozó főnöke volt a Rózsaszín Párduc-filmekben. 1964-től 1993-ig alakította a felügyelőt.
Pályafutása hat évtizeden át, egészen 2004-ig tartott. Eljátszotta - kétszer is - Napóleont, valamint az operaház fantomját is. Összesen több mint száz filmben tűnt fel, olyan nagyszabásúakban is, mint a Spartacus (1960) és az El Cid (1961). Játszott Kirk Douglas és Charlton Heston oldalán. Bud Spencerrel csak egyszer játszott a Charleston című filmben.
2012. szeptember 27-én, 95 éves korában álmában érte a halál.

## Filmjei
- 2004 - Miss Marple - Gyilkosság a paplakban (Marple: The Murder at the Vicarage)
- 1994 - The Detectives (TV Sorozat) ... Van der Dyck
- 1993 - A rózsaszín párduc fia (Blake Edward's Son of the Pink Panther) ... Dreyfus felügyelő
- 1991 - Tévedések pápája (The Pope Must Die)
- 1990 - A vörös halál árnyékában (Masque of the Red Death) ... Ludwig
- 1989 - Halálfolyó (River of Death)
- 1989 - Tíz kicsi indián (Ten Little Indians) ... Romensky tábornok
- 1988 - The Crystal Eye
- 1988 - Whoops Apocalypse ... Gen. Mosquera
- 1988 - Skeleton Coast ... Elia
- 1987 - Going Bananas ... MacIntosh
- 1987 - Dragonard ... Gaston Le Farge
- 1987 - Master of Dragonard Hill ... Le Farge
- 1987 - Scoop (TV Film) ... The Journey - Baldwin
- 1985 - Salamon király kincse (King Solomon's Mines)
- 1984 - Memed My Hawk ... Ali Safa Bey
- 1984 - Lace (TV Film) ... Monsieur Chardin
- 1983 - A holtsáv (The Dead Zone) ... Dr. Sam Welzak
- 1983 - A rózsaszín párduc átka (Curse of the Pink Panther)
- 1982 - A rózsaszín párduc nyomában (Trail of the Pink Panther)
- 1981 - Peter and Paul (TV Film) ... Barnabas
- 1980 - Ipi-apacs (Hopscotch) ... Mikhail Yaskov
- 1979 - Londoni randevú (The Lady Vanishes)
- 1978 - A Rózsaszín Párduc bosszúja (Revenge of the Pink Panther) ... Charles Dreyfus
- 1977 - Charleston
- 1976 - A rózsaszín párduc visszavág (The Pink Panther Strikes Again) ... Charles Dreyfus
- 1975 - A rózsaszín párduc visszatér (The Return of the Pink Panther)
- 1974 - Tíz kicsi néger (And Then There Were None) ... Dr. Edward Armstrong
- 1973 - And Now the Screaming Starts! ... Henry Fengriffen
- 1973 - Dark Places ... Prescott
- 1972 - Asylum ... Byron
- 1971 - A Morgue utcai gyilkosságok (Murders in the Rue Morgue) ... Rene Marot
- 1970 - Boszorkányok, amíg a vér hajtja őket (Hexen bis aufs Blut gequält)
- 1970 - Dorian Gray arcképe (Dorian Gray)
- 1969 - Utazás a Nap túlsó oldalára (Doppelgänger) ... Dr. Hassler
- 1968 - Assignment to Kill
- 1968 - Arnold, a bajkeverő (Villa Rides) ... Huerta tábornok
- 1967 - Karategyilkosok (The Karate Killers)
- 1966 - Gambit
- 1965 - Tamás bátya kunyhója (Onkel Toms Hütte) ... Simon Legree
- 1965 - Visszatérés a hamvakból (Return From the Ashes)
- 1964 - Felügyelő életveszélyben (A Shot in the Dark) ... Charles Dreyfus
- 1963 - Disneyland (TV Series) ... Schiapa
- 1962 - Az Ezüst-tó kincse (Der Schatz im Silbersee)
- 1961 - Rejtelmes sziget (Mysterious Island)
- 1961 - El Cid
- 1960 - Spartacus
- 1960 - Wernher von Braun ... Anton Reger
- 1959 - Third Man on the Mountain ... Emil Saxo
- 1959 - Az északnyugati határszél ... Van Leyden
- 1959 - A nagy halász (The Big Fisherman)
- 1959 - No Trees in the Street ... Wilkie
- 1958 - Passport to Shame ... Nick Biaggi
- 1958 - The Roots of Heaven ... Orsini
- 1958 - Meg kell ölni ... Juan Menda
- 1958 - I Accuse! ... Maj. DuPaty de Clam
- 1958 - Chase a Crooked Shadow ... Police Commissar Vargas
- 1957 - Tigris akció (Action of the Tiger) ... Trifon
- 1956 - Háború és béke (War and Peace)
- 1955 - Betörőm az albérlőm (The Ladykillers) ... Louis
- 1954 - Beautiful Stranger ... Emil Landosh
- 1954 - Star of India ... Narbonne
- 1954 - The Love Lottery ... André Amico
- 1953 - Rough Shoot ... Sandorski
- 1953 - The Net ... Dr. Alex Leon
- 1952 - The Man Who Watched Trains Go By ... Julius de Koster, Jr.
- 1952 - The Ringer ... Maurice Meister
- 1952 - Whispering Smith Hits London ... Ford
- 1952 - Mr. Denning Drives North ... Mados
- 1951 - BBC Sunday-Night Theatre (TV sorozat) ... Dr. Kurt Fischer
- 1951 - Two on the Tiles ... Ford
- 1951 - Hell Is Sold Out ... Dominic Danges
- 1950 - The Black Rose
- 1950 - Éjszaka és a város (Night and the City)
- 1950 - Golden Salamander ... Rankl
- 1949 - The Lost People ... Guest
- 1948 - Dual Alibi
- 1948 - Portrait from Life ... Fritz Kottler Hendlemann
- 1948 - Brass Monkey ... Peter Hobart
- 1948 - Good-Time Girl ... Max Vine
- 1948 - Snowbound ... Von Kellerman, alias Keramikos
- 1946 - Appointment with Crime ... Gregory Lang
- 1946 - Night Boat to Dublin ... Keitel
- 1945 - The Seventh Veil ... Dr. Larsen
- 1944 - Hotel Reserve ... Andre Roux
- 1943 - The Dark Tower ... Stephen Torg
- 1943 - Tomorrow We Live ... Kurtz
- 1942 - Secret Mission ... Medical Officer
- 1942 - The Young Mr. Pitt ... Napoleon
- 1938 - Bozí mlýny ... Chasník
- 1937 - Zena pod krízem ... Gustav, Hodanuv syn